# Contos Fluminenses
Contos Fluminenses (Racconti Fluminensi) è un libro di fiabe dello scrittore brasiliano Machado de Assis pubblicato nel 1870. Il tema dell'opera è legato a Rio de Janeiro durante il Periodo Imperiale. 

## Sinossi
Contos Fluminenses è composto da sette storie e rappresenta il debutto dello scrittore come scrittore di racconti. I racconti rivelano alcuni dei marchi di fabbrica dell'autore, con personaggi complessi e passaggi pieni di ironia e critica della società di Rio de Janeiro. Organizzata da Machado nel 1870, l'opera contiene i racconti:
- Miss Dolar.
- Luís Soares.
- La donna in nero.
- Il segreto di Augusta.
- Confessioni di una giovane vedova.
- Linea retta e linea curva e
- Frei Simão.